# غوردون إس. كوان
غوردون إس. كوان هو قاضي كندي، ولد في 19 مايو 1911 في سانت جونز في كندا، وتوفي في 11 يونيو 1988 في هاليفاكس في كندا.